# Максанс ван дер Меерш
Макса́нс ван дер Ме́ерш (фр. Maxence Van der Meersch; 4 травня 1907 Рубе, Франція — 14 січня 1951 Ле-Туке-Парі-Плаж, Франція) — французький прозаїк, журналіст і есеїст, лауреат Ґонкурівської премії (1936) за роман «Печать Бога».

## Біографія
Максанс ван дер Меерш народився в заможній сім'ї торговця сукном Бенжамена Жуля Жозефа Вандермеерша (1870—1946), уродженця Бондю, і Марґеріт Огюстен Демарк (1878—1965), уродженки Рубе. Змалку був хворобливий. Мав старшу сестру Сару (1900—1918), яка померла від туберкульозу.
Навчався в школі імені Ніколя Кондорсе в Рубе, а тоді в Туркуенському ліцеї імені Леона Ґамбетти, який закінчив із відмінними успіхами в 1926 році.

## Творчість
1935 року ван дер Меерш опублікував книжку «Вторгнення, 1914» на основі особистого досвіду, свідчень тих, хто вижив, і документальних досліджень, у якій змальовано німецьку окупацію Північної Франції під час Першої світової війни. Дія цього антивоєнного роману розвивається в Ліллі, Рубе та сусідніх селах уздовж бельгійського кордону, близько до лінії фронту. Антивоєнний роман, який виходить за межі окопів, ця книга не про бій, а про його наслідки, відкриваючи дивовижне розуміння тяжкого становища французьких цивільних і німецьких солдатів, коли кожна група бореться за виживання. Захоплива епопея з безліччю містить широкий опис життя під німецьким правлінням і досліджує співпрацю, опір і сірі зони між цими суворими виборами, передвіщаючи дилеми, з якими згодом зіткнеться вся французька нація під час Другої світової війни. Попри те, що вперше «Вторгнення 14» було опубліковано в 1935 році та викликало значну суперечку в регіоні, після Другої світової війни «Вторгнення 14» було знехтувано, коли національний дискурс зосереджувався переважно на героях антинацистського руху опору. У міру того, як розвинулося більш тонке розуміння війни та окупації, майстерне відтворення життя на Західному фронті Ван дер Меерша отримало заслужене відродження. Представляючи новий переклад разом із вступом і пояснювальними примітками, У. Брайан Ньюсом передає зворушливі образи оповіді ван дер Меерша, розташовує «Вторгнення 14» у контексті життєвого досвіду автора, розглядає питання післявоєнної пам'яті та позиціонує роман серед літературних творів. руху часу.

## Твори

### Романи
- La Maison dans la dune, premier roman publié aux éditions Albin Michel en 1932.
- Car ils ne savent ce qu'ils font…, roman partiellement autobiographique, 1933.
- Quand les sirènes se taisent, roman sur les grèves des ouvrières d'usines, 1933.
- La Fille pauvre, roman autobiographique en trois volumes.
  - Tome I: Le Péché du monde, 1934
  - Tome II: Le Cœur pur, 1948
  - Tome III: La Compagne (publication posthume en 1955).
- Invasion 14, roman sur l'occupation allemande du Nord de la France lors de la Grande Guerre, 1935.
- Maria, fille de Flandre, Bruxelles, Éditions du Nord, coll. " Electa ", 1943, 243 p. Ouvrage utilisé pour la rédaction de l'article
- L’Élu, Bruxelles, Éditions du Nord, coll. " Electa ", 1946 (1re éd. 1934), 246 p. Ouvrage utilisé pour la rédaction de l'article
- L'Empreinte du dieu, roman ayant reçu le prix Goncourt en 1936, Litos, 2023 (ISBN 978-2-3850-6032-9)
- Pêcheurs d'hommes, roman sur la Jeunesse ouvrière chrétienne, (JOC), 1940.
- Corps et Âmes, roman sur le monde de la médecine, A. Michel , 1943, prix d'Académie de l'Académie française en 1945.
- Masque de chair, roman sur l'homosexualité masculine, paru en 1958 après sa mort.

### Інші публікації
- Vie du Curé d'Ars, агіографія, 1936.
- La Petite Sainte Thérèse, biographie de Sainte-Thérèse de Lisieux parue aux éditions Albin Michel en 1943.
- Femmes à l'encan, essai contre la prostitution, paru en 1945 chez Albin Michel.
- Pourquoi j'ai écrit Corps et âmes, étude parue en 1956 chez Albin Michel.

## Нагороди і відзнаки
- 1925 — Перша премія на Головному конкурсі ліцеїстів-старшокласників (за твір французькою мовою)
- 1936 — Ґонкурівська премія (за роман «Печать Бога»)
- 1945 — Премія Академії[fr] (15000 франків, за книжку «Тіла і душі»)

## Фільмографія
Son premier roman La Maison dans la dune a été adapté au cinéma à trois reprises.
- Pierre Billon a réalisé la première version en 1934.
- Georges Lampin a signé une deuxième version en 1952.
- Michel Mees, réalisateur belge, est à l'origine de la troisième version en 1988.
- Son roman Corps et Âmes a été porté à l'écran par Curtis Bernhardt en 1949. The Doctor and the Girl (titre original) est sorti en France sous le titre du roman Corps et Âme.

## Зовнішні зв'язки
- Офіційний сайт Товариства друзів Максанса ван дер Меерша
- Сайт Товариства Максанса і Сари (дочки письменника) ван дер Меершів
- Біографія Максанса ван дер Меерша за оповіддю Мішеля Марка
- Біографія Максанса ван дер Меерша за Жаном-Ноелем Дефо

## Пошанування
- Іменем Максанса ван дер Меерша названо школи у французьких містах Муво, Рубе, Каппель-ла-Гранд, Ле-Туке-Парі-Плаж, Варлен, Варем і Бондю.
- Його іменем також названо вулиці у французьких містах Дюнкерк, Туркуен, Муво, Васкеаль, Ронк, Комін, Аллюен, Монс-ан-Барель, Ваттрело, Вільнев-д'Аск, Невіль-ан-Феррен, Сен-Сольв, Круа, Тетегем-Кудкерк-Віллаж, Армбу-Каппель, Рувруа, Ленсель, Жемон і Ле-Туке-Парі-Плаж.
- Іменем ван дер Меерша названо муніципальну бібліотеку у Васкеалі.
- Меморіальні дошки на честь ван дер Меерша встановлено на школі імені Ніколя Кондорсе в Рубе, де навчався письменник, на будинках у Рубе та Васкеалі, де він мешкав, і на віллі в Ле-Туке-Парі-Плажі, де він помер[1].
- У Васкеалі поставлено пам'ятник-бюст письменникові роботи митця Андре Міссара.
- 1998 року в Бондю засновано Товариство друзів Максанса ван дер Меерша.